# Hooded Horse
Hooded Horse ist ein 2019 gegründeter und auf Strategie, Simulationen und Rollenspiele spezialisierter Indie-Publisher. Das Unternehmen ist in Dallas ansässig und beschäftigt 26 Mitarbeiter (Stand April 2024).

## Geschichte
Das 2019 in Dallas gegründete Unternehmen startete 2021 mit der Veröffentlichung von drei Spielen und wächst seitdem rasant. Seit November 2021 vertreibt die Firma ihre Spiele über die Spielevertriebsplattform GOG.com. Bei der Veröffentlichung des Spiels Manor Lords wurde mit 170.000 gleichzeitig Spielenden ein neuer Rekord (Stand April 2024) für Städteaufbauspiele auf Steam aufgestellt.

## Veröffentlichungen
| Titel                               | Entwickler             | Veröffentlichungsdatum | Plattform |
| ----------------------------------- | ---------------------- | ---------------------- | --------- |
| Old World                           | Mohawk Games           | 19. Mai 2022           | Windows   |
| Manor Lords                         | Slavic Magic           | 26. April 2024         | Windows   |
| Clanfolk                            | MinMax Games Ltd.      | 14. Juli 2022          | Windows   |
| Hexxen Hunters                      | Ulisses Spiele Digital | TBA                    | Windows   |
| Breachway                           | Edgeflow Studio        | TBA                    | Windows   |
| Sons of Valhalla                    | Pixel Chest            | 5. April 2024          | Windows   |
| Alliance of the Sacred Suns         | KatHawk Studios        | TBA                    | Windows   |
| Terra Invicta                       | Pavonis Interactive    | 26. September 2022     | Windows   |
| The Way of Wrath                    | Animmal                | TBA                    | Windows   |
| Fata Deum                           | 42 Bits Entertainment  | TBA                    | Windows   |
| Fragile Existence                   | Fragile Continuum      | TBA                    | Windows   |
| Capital Command                     | Hellride Games         | TBA                    | Windows   |
| Espiocracy                          | Ex Vivo Studios        | TBA                    | Windows   |
| Against the Storm                   | Eremite Games          | 8. Dezember 2023       | Windows   |
| Mars Tactics                        | Takibi Games           | TBA                    | Windows   |
| Nebulous: Fleet Command             | Eridanus Industries    | 11. Februar 2022       | Windows   |
| Xenonauts 2                         | Goldhawk Interactive   | 18. Juli 2023          | Windows   |
| Blacksmith Master                   | Untitled Studio        | TBA                    | Windows   |
| Beyond the Stars                    | Balancing Monkey Games | TBA                    | Windows   |
| Empires of the Undergrowth          | Slug Disco             | 1. Dezember 2017       | Windows   |
| Worker & Resources. Soviet Republic | 3Division              | 15. März 2019          | Windows   |
| Menace                              | Overhype Studios       | TBA                    | Windows   |
| Nova Roma                           | Lion Shield            | TBA                    | Windows   |
| Super Fantasy Kingdom               | Feryaz Beer            | TBA                    | Windows   |
| Norland                             | Long Jaunt             | 16. Mai 2024           | Windows   |
| Every Day We Fight                  | Signal Space Lab       | TBA                    | Windows   |
| Heart of the Machine                | Arcen Games            | TBA                    | Windows   |
| Falling Frontier                    | Stutter Fox Studios    | TBA                    | Windows   |
| Quelle:                             |                        |                        |           |